# Filippo Schiavo
Filippo Schiavo (Arzignano, 7 dicembre 1998) è un hockeista su pista italiano, difensore del Sandrigo Hockey.

## Carriera
È cresciuto sportivamente nel Trissino insieme ai coetanei Alberto Greco e Alessandro Faccin. Nel 2021 è stato ingaggiato dai campioni d'Italia dell'Amatori Lodi, con cui ha debuttato in Eurolega segnando una rete.

## Palmarès
- Supercoppa italiana: 1

Trissino: 2022